# Krat
Krat er naturlige bevoksninger, som mest består af buske eller små, forvoksede træer. Her i landet er det især hårdføre veltilpassede arter, der danner krat under bestemte betingelser. Det er i øvrigt i vidt omfang de samme arter, der danner buskbevoksningerne på overdrevene.

## De vigtigste arter i krat
- Almindelig Benved
- Almindelig Ene
- Almindelig Hassel
- Almindelig Hvidtjørn
- Almindelig Kristtorn
- Bævre-Asp
- Havtorn – Sandtorn
- Hunde-Rose
- Pil (forskellige arter og hybrider)
- Slåen
- Vorte-Birk
- Vrietorn
- + forkomne og vindslidte eksemplarer af vore almindeligste skovtræer, især Stilk-Eg.

Vindslid er en hovedårsag til, at træer og buske udvikles som krat ved kysten, i skovbryn og på bjerge og bakker. Vedvarende og gentagne jordskred kan også hindre et område i at få tid til at udvikle skov. Bland de menneskeskabte årsager kan nævnes stævningsdrift og skovgræsning, som tidligere holdt plantevæksten nede, så der dannedes løveng, hvor buskene indgik som krat.
Tilsvarende bevoksninger i andre dele af verden kan hedde:
- Busksteppe
- Chapparal
- Garrigue
- Maki